# Droit d'interpellation parlementaire en France
Le droit d'interpellation parlementaire en France est, en droit parlementaire, le pouvoir d'un parlementaire français à interpeller un ministre français sur un sujet, et d'ensuite organiser un vote de confiance à son sujet. Il s'agit d'un droit gagné par les parlementaires français au cours de l'histoire politique française.

## Contexte
Jean Garrigues définit le droit d'interpellation comme « une question posée par un membre d'une assemblée, qui est suivie d'un débat entre les parlementaires et le gouvernement », qui est « clôturé par le vote d'un ordre du jour qui comporte approbation ou défiance de la conduite du ministère ». Si la défiance l'emporte, « ce dernier est normalement contraint de démissionner ».

## Historique

### Monarchie de Juillet
Le droit d'interpellation apparaît sous la monarchie de Juillet, lorsque se développe le parlementarisme. Il s'agit toutefois, relève Gérard Grunberg, d'une création contra legem, car ni le règlement de l'Assemblée nationale, ni la loi, n'autorisait un député à interpeller les ministres. Les députés ne sont pas pleinement libres d'user de ce droit. Toutefois, remarque Jean Garrigues, ce droit « s'impose, dès le début de la monarchie de Juillet, comme une technique spécifique de contrôle parlementaire, distincte du droit de question ».
Le député François Mauguin, qui crée par l'usage l'interpellation, est ainsi considéré comme le « père de l'interpellation ». Il a admis s'être inspiré d'une pratique de la Chambre des communes britannique. Le 6 novembre 1830, chef de file de la gauche, Mauguin demande au gouvernement des explications sur un sujet qui n'était pas à l'ordre du jour ; si le président de la chambre proteste, un débat est tout de même fixé pour le 13 novembre. Deux ministres chargés du dossier viennent répondre à Mauguin. L'interpellation est ainsi créée.
La Chambre des pairs reprend l'idée et introduit dans son règlement ce droit par un arrêté du 29 mars 1831. Officiellement, il s'agit surtout de questionner le ministre pour obtenir des informations supplémentaires sur un sujet.
Sous la monarchie de Juillet, une soixantaine d'interpellations est débattue à la Chambre des députés. Jean Garrigues relève toutefois que seules trois se terminent par un ordre du jour.

### Deuxième République
C'est sous la Deuxième République que l'interpellation devient en droit. Si elle n'est pas prévue par la Constitution de 1848, c'est le règlement de l'Assemblée législative qui la codifie.

### Second Empire
Sous le Second Empire, le droit d'interpellation fait l'objet d'un combat de la part des représentants républicains et orléanistes, favorables au parlementarisme. Interdit durant la première phase, autoritaire, de l'Empire, l'empereur Napoléon III rend l'interpellation légale durant la phase dite de l'Empire libéral. Par décret du 19 janvier 1867, il rétablit — et réglemente — le droit d'interpellation. Toute demande doit être signée par cinq députés au moins pour être recevable.
La raison de la création du droit d'interpellation est que l'empereur considérait l'interpellation comme plus favorable, et source de moins de tensions, que le droit d'adresse des parlementaires. Le décret du 24 novembre 1860 vient ainsi supprimer ce dernier. Une de ses plus célèbres manifestations est l'interpellation des 116.

### Troisième République
Sous la IIIe République comme sous la fin du Second Empire, « le droit d’interpellation autorise tout parlementaire à interroger le Gouvernement, en séance, sur la politique mise en œuvre ». Il « découle de la responsabilité politique du Gouvernement devant le Parlement ». « Une interpellation donne lieu à une discussion et se termine par le vote d’un ordre du jour qui exprime ou bien la confiance de l’assemblée, ou bien sa défiance ».